# Julio María Elías Montoya
Julio María Elías Montoya (Medina de Pomar, 7 febbraio 1945) è un vescovo cattolico spagnolo.

## Biografia
Julio María Elías Montoya è nato il 7 febbraio 1945 a Medina de Pomar, nella comunità autonoma di Castiglia e León ed arcidiocesi di Burgos.
All'età di quindici anni, il 1º settembre 1960, è entrato nell'Ordine dei frati minori emettendo la professione dei voti il 2 settembre dell'anno successivo. Il 14 luglio 1968 è ordinato presbitero per il medesimo ordine, venendo destinato nel 1969 al santuario della Vergine di Copacabana in Bolivia. 

### Ministero episcopale
Il 17 novembre 1986 papa Giovanni Paolo II lo ha eletto vescovo titolare di Cuma, destinandolo al vicariato apostolico di El Beni. Ha ricevuto l'ordinazione episcopale nella cattedrale di Trinidad dal nunzio apostolico in Bolivia Santos Abril y Castelló, co-consacranti Carlos Anasagasti Zulueta, O.F.M., vescovo titolare di Caltadria, e Manuel Eguiguren Galarraga, O.F.M., vescovo titolare di Salpi.
Il 22 febbraio 2020 papa Francesco ha accettato le sue dimissioni dal governo pastorale del vicariato per raggiunti limiti di età.

## Genealogia episcopale
La genealogia episcopale è:
- Cardinale Scipione Rebiba
- Cardinale Giulio Antonio Santori
- Cardinale Girolamo Bernerio, O.P.
- Arcivescovo Galeazzo Sanvitale
- Cardinale Ludovico Ludovisi
- Cardinale Luigi Caetani
- Cardinale Ulderico Carpegna
- Cardinale Paluzzo Paluzzi Altieri degli Albertoni
- Papa Benedetto XIII
- Papa Benedetto XIV
- Papa Clemente XIII
- Cardinale Marcantonio Colonna
- Cardinale Giacinto Sigismondo Gerdil, B.
- Cardinale Giulio Maria della Somaglia
- Cardinale Carlo Odescalchi, S.I.
- Cardinale Costantino Patrizi Naro
- Cardinale Lucido Maria Parocchi
- Papa Pio X
- Papa Benedetto XV
- Papa Pio XII
- Cardinale Eugène Tisserant
- Papa Paolo VI
- Cardinale Agostino Casaroli
- Cardinale Santos Abril y Castelló
- Vescovo Julio María Elías Montoya, O.F.M.